# Інтерлінгва
Інтерлінгва — натуралістична штучна міжнародна мова, оприлюднена у 1951 році Міжнародною асоціацією допоміжної мови (International Auxiliary Language Association — IALA) під керівництвом А. Ґоуда. Попередня 27-річна праця великого колективу європейських та американських лінгвістів закінчилася виданням Інтерлінгва-англійського словника (IED) та Граматики інтерлінгви (IG) Ґоуда і Блера. В лютому 1954 р. було утворено Всесвітній союз розповсюдження інтерлінгви (Union Mundial pro Interlingua — UMI).

## Орфографія
Абетка складається з 26 літер:
A B C D E F G H I J K L M N O P Q R S T U V W X Y Z
Орфографія традиційна, з відхиленнями від вимови — як регулярними, позиційно зумовленими, так і для окремих слів.
- c читається як [ц] перед голосними переднього ряду і [к] в інших позиціях;
- ch звичайно вимовляється як [к], в інтернаціоналізмах французького походження може читатися [ш];
- g в сполученнях -age, -agi- вимовляється як [дж], в інших позиціях — як [ґ];
- n пом'якшується перед g та k;
- s одзвінчується між голосними;
- t читається як [ц] в закінченнях -antia, -entia, -tion, -tie;
- у читається як [й] перед голосним, [і] — в інших позиціях;

Наголос ненормований, але найчастіше припадає на голосний перед останнім приголосним.

## Морфологія
Частини мови не мають спеціальних закінчень. Множина іменників утворюється за допомогою кінцевого -(e)s, значення непрямих відмінків виражаються прийменниками.
Прикметники та артиклі (неозначений un, означений le) не узгоджуються з іменниками.
Особові займенники зберігають форми непрямих відмінків, як в романських мовах:
| io   | я      | me | мене | nos   | ми   | nos | нас |
| tu   | ти     | te | тебе | vos   | ви   | vos | вас |
| ille | він    | le | його | illes | вони | les | їх  |
| illa | вона   | la | її   | illas | вони | las | їх  |
| illo | «воно» | lo | його | illos | вони | los | їх  |

Дієслова в теперішньому часі закінчуються на тематичний голосний. Інфінітив має закінчення -r, форми минулого і майбутнього часу — -va і -ra відповідно), умовного способу — -rea, активних і пасивних дієприкметників — -(e)nte і -te відповідно. Перфект утворюється за допомогою дієслова-модифікатора ha від пасивних дієприкметників.
Похідні прислівники закінчуються на -(a)mente.

## Приклад тексту
«Отче наш»:
| Окциденталь | Інтерлінгва | Латино-сіне-флексіоне | Латинська мова |
| Patre nor, qui es in li cieles, mey tui nómine esser sanctificat, mey tui regnia venir, mey tui vole esser fat, qualmen in li cieles talmen anc sur li terre. Da nos hodie nor pan omnidial, e pardona nor débites, qualmen anc noi pardona nor debitores. E ne inducte nos in tentation, ma libera nos de lu mal. Amen. | Patre nostre, qui es in le celos, que tu nomine sia sanctificate; que tu regno veni; que tu voluntate sia facite como in le celo, etiam super le terra. Da nos hodie nostre pan quotidian, e pardona a nos nostre debitas como etiam nos los pardona a nostre debitores. E non induce nos in tentation, sed libera nos del mal. Amen. | Patre nostro, qui es in celos, que tuo nomine fi sanctificato. Que tuo regno adveni; que tua voluntate es facta sicut in celo et in terra. Da hodie ad nos nostro pane quotidiano. Et remitte ad nos nostros debitos, sicut et nos remitte ad nostros debitores. Et non induce nos in tentatione, sed libera nos ab malo. Amen. | Pater noster, qui es in cælis, sanctificetur nomen tuum. Adveniat regnum tuum. Fiat voluntas tua, sicut in cælo, et in terra. Panem nostrum quotidianum da nobis hodie, et dimitte nobis debita nostra, sicut et nos dimittimus debitoribus nostris. Et ne nos inducas in tentationem, sed libera nos a malo. Amen. |